# シンシア・ニクソン
シンシア・ニクソン（Cynthia Nixon、本名：シンシア・エレン・ニクソン（Cynthia Ellen Nixon）、1966年4月9日 - ）は、アメリカ合衆国の女優、政治家。ニューヨーク出身。
『セックス・アンド・ザ・シティ』のミランダ役で有名だが、子役時代から活躍しており、俳優歴は長い。

## 来歴・人物
14歳のときに映画『リトル・ダーリング』に出演。その後ブロードウェイやオフ・ブロードウェイで様々な舞台に立つ。その中には『フィラデルフィア物語』 『エンジェルス・イン・アメリカ』 『ヴァージニア・ウルフなんてこわくない』などがある。
1984年にはトム・ストッパードの『The Real Thing』と、デヴィッド・レイブの『Hurlyburly』の両方に出演した。まずエセル・バリモア・シアターで『The Real Thing』に出演、出番が終わるとプリマス・シアターまで歩き、衣装を変えて『Hurlyburly』に出演、また出番が終わると『The Real Thing』に戻り出演したという。現在では同じ俳優が同時に2本の舞台に出演することは許されていない。

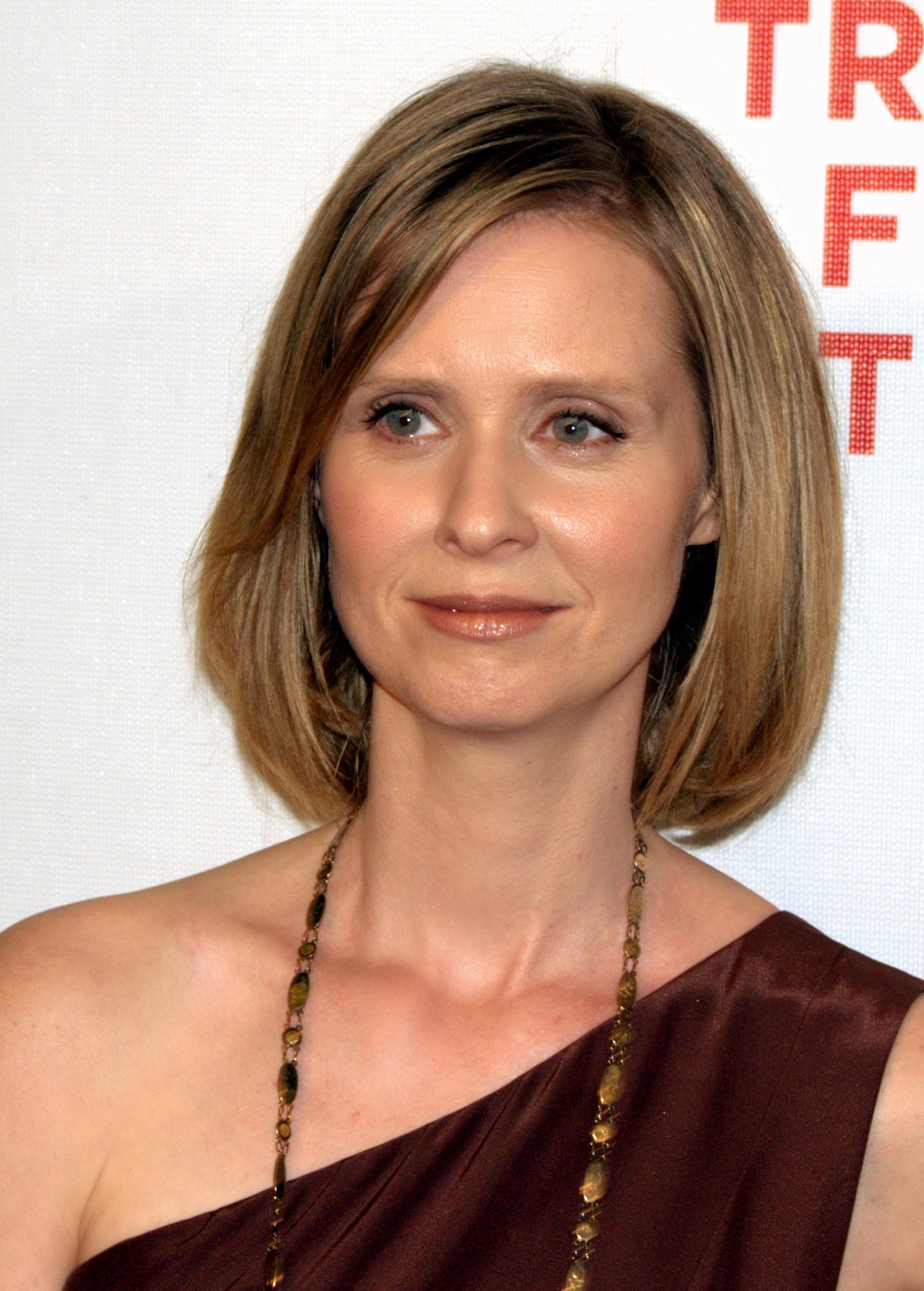
映画『An Englishman in New York』のプレミア会場にて（2009年）

1998年から出演したテレビシリーズ『セックス・アンド・ザ・シティ』ではクールな弁護士のミランダを演じ、2004年に同役でエミー賞を、2011年には映画版でラジー賞(最低主演女優賞)をそれぞれ受賞。2006年には『Rabbit Hole』でトニー賞を受賞している。2008年にはテレビシリーズ『LAW & ORDER:性犯罪特捜班』のゲスト出演でエミー賞ゲスト女優賞を受賞した。
2018年3月19日、同年11月に行われるニューヨーク州知事選挙への出馬を目指すことを表明。
2018年9月13日、ニューヨーク州知事選での各党の候補者を決める予備選が行われ、民主党からの立候補を目指したニクソンは、現職知事のアンドリュー・クオモに大差で敗れた。

### 私生活
結婚はしていないが、15年間パートナーだった写真家のダニー・モーゼスとの間に子供が2人いる。2人は2003年に別れており、その後ニクソンがクリスティナ・マリノニという女性と交際していることも話題になった。2009年には、同パートナーと婚約を発表。2012年5月27日、同パートナーと結婚。

## 主な出演作品

### テレビシリーズ
| 放映年    | 邦題 原題                                                                      | 役名                       | 備考                                             |
| --------- | ------------------------------------------------------------------------------ | -------------------------- | ------------------------------------------------ |
| 1988      | 七十年目の審判 The Murder of Mary Phagan                                       | ドリーン                   | ミニシリーズ                                     |
| 1990      | LAW & ORDER Law & Order                                                        | ローラ                     | 1エピソード                                      |
| 1996      | 刑事ナッシュ・ブリッジス Nash Bridges                                          | メリッサ                   | 1エピソード                                      |
| 1998-2004 | セックス・アンド・ザ・シティ Sex and the City                                  | ミランダ・ホップス         | レギュラーで94エピソード エミー賞助演女優賞 受賞 |
| 2004      | Tanner on Tanner                                                               | アレックス・タナー         | 4エピソード                                      |
| 2005      | ER緊急救命室 ER                                                                | エリー・ショアー           | シーズン11 15話 1エピソード                      |
| 2005      | Dr.HOUSE House M.D.                                                            | アニカ                     | 1エピソード                                      |
| 2007      | LAW & ORDER:性犯罪特捜班 Law & Order: Special Victims Unit                     | ジャニス・ドノヴァン       | 1エピソード                                      |
| 2010-2011 | キャシーのbig C いま私にできること The Big C                                   | レベッカ                   | 11エピソード                                     |
| 2011      | LAW & ORDER:犯罪心理捜査班 Law & Order: Criminal Intent                        | アマンダ・ローリンズ       | 1エピソード エミー賞ゲスト女優賞 受賞            |
| 2012      | 30 ROCK/サーティー・ロック 30 Rock                                             | シンシア・ニクソン         | 1エピソード                                      |
| 2012      | World Without End                                                              | Petranilla                 | ミニシリーズ                                     |
| 2020      | ラチェッド Ratched                                                             | グウェンドリン・ブリッグス | Netflixオリジナルシリーズ                        |
| 2021      | AND JUST LIKE THAT... / セックス・アンド・ザ・シティ新章 AND JUST LIKE THAT... | ミランダ・ホップス         | レギュラーで10エピソード                         |
| 2022-     | ギルデッド・エイジ -ニューヨーク黄金時代- The Gilded Age                       | エイダ・ブルック           |                                                  |

### 映画
| 公開年 | 邦題 原題                                                                                         | 役名                       | 備考       |
| ------ | ------------------------------------------------------------------------------------------------- | -------------------------- | ---------- |
| 1980   | リトル・ダーリング Little Darlings                                                                | サンシャイン               |            |
| 1981   | プリンス・オブ・シティ Prince of the City                                                         | ジニー                     |            |
| 1982   | トム・ソーヤとペテン師たち Rascals and Robbers: The Secret Adventures of Tom Sawyer and Huck Finn | アリス                     | テレビ映画 |
| 1984   | アマデウス Amadeus                                                                                | ロール（メイド）           |            |
| 1985   | 突撃!O・Cとスティッグス/お笑い黙示録 O.C. and Stiggs                                              | ミシェル                   |            |
| 1986   | マンハッタン・プロジェクト The Manhattan Project                                                  | 主人公ポールの恋人ジェニー |            |
| 1989   | のるかそるか Let It Ride                                                                          | エヴァンジェリン           |            |
| 1990   | 秋の旅路 The Love She Sought                                                                      | ジャネット・ラフト         | テレビ映画 |
| 1991   | 愛、嘘、殺人 Love, Lies and Murder                                                                | ドナ                       | テレビ映画 |
| 1993   | アダムス・ファミリー2 Addams Family Values                                                        | ヘザー                     |            |
| 1993   | ペリカン文書 Pelican brief                                                                        | アリス・スターク           |            |
| 1994   | 赤ちゃんのおでかけ Baby's Day Out                                                                 | Gilbertine                 |            |
| 1999   | アウト・オブ・タウナーズ The Out-of-Towners                                                       | Sheena                     |            |
| 2000   | 愛する人々 Papa's Angels                                                                          | シャロン・ジェンキンス     | テレビ映画 |
| 2002   | 17歳の処方箋 Igby Goes Down                                                                       | ミセス・ピギー             |            |
| 2005   | ルーズベルト 大統領の保養地 Warm Springs                                                          | エレノア・ルーズベルト     | テレビ映画 |
| 2005   | たとえば願いが叶うなら One Last Thing...                                                          | カレン                     |            |
| 2005   | 小さな恋のものがたり Little Manhattan                                                             | レスリー                   |            |
| 2007   | 援助交際ハイスクール The Babysitters                                                              | ゲイル                     |            |
| 2008   | セックス・アンド・ザ・シティ Sex and the City                                                     | ミランダ・ホップス         |            |
| 2009   | イングリッシュマン・イン・ニューヨーク An Englishman in New York                                  | ペニー・アーケイド         |            |
| 2010   | セックス・アンド・ザ・シティ2 Sex and the City2                                                   | ミランダ・ホップス         |            |
| 2011   | ランパート 汚れた刑事 Rampart                                                                     | バーバラ                   |            |
| 2014   | ニューヨーク 眺めのいい部屋売ります 5 Flights Up                                                  | リリー・ポートマン         |            |
| 2015   | サスペクツ・ダイアリー すり替えられた記憶 The Adderall Diaries                                    | ジェン・デイヴィス         |            |
| 2016   | 静かなる情熱 エミリ・ディキンスン A Quiet Passion                                                 | エミリー・ディキンソン     |            |
| 2017   | さよなら、僕のマンハッタン The Only Living Boy in New York                                        | ジュディス・ウェブ         |            |

## 関連文献
- 映画 『SATC』 と自身のカミングアウトについて （インタビュー）
- 同性パートナーと子育て （インタビュー）